# バリェーカスの少年

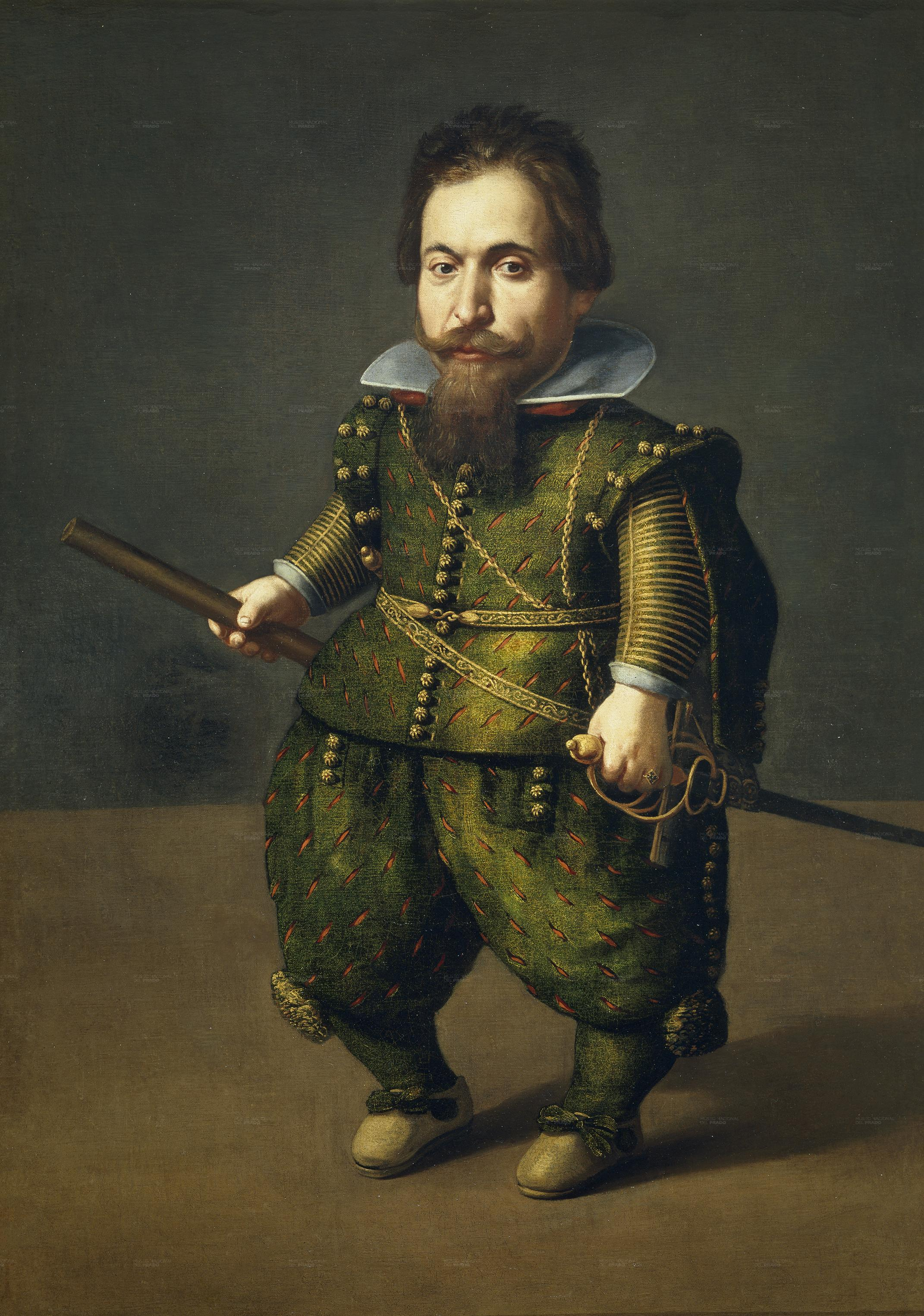
フアン・バン・デル・アメン『小人の肖像』、(1626年ごろ)、プラド美術館

『バリェーカスの少年』（バリェーカスのしょうねん、西: El Niño de Vallecas、英: The Boy from Vallecas"）、または『フランシスコ・レスカーノ』（西: Francisco Lezcano、英: Francisco Lezcano）は、バロック期のスペインの巨匠ディエゴ・ベラスケスが1635-1645年に制作したキャンバス上の油彩画で、スペイン宮廷に仕えた小人 (エナーノ) を描いた作品シリーズのうちの1点である。当初、王家が所有していた狩猟塔 (トーレ・デ・ラ・パラーダ)を装飾するため、シリーズ中の『道化ディエゴ・デ・アセド』(プラド美術館) などとともに掛けられたと考えられている。『バリェーカスの少年』という名称は、1794年にマドリード王宮の財産目録作成に際して付けられたもので、1819年、プラド美術館が開館した時の最初のカタログには『道化師の少女』と記載され、モデルの性別も誤っていたが、その後『バリェーカスの少年』に訂正され、現在もこの名称で呼ばれている。作品はマドリードのプラド美術館に所蔵されている。

## 背景
近代ヨーロッパにおいては、ほとんどの宮廷や貴族の邸宅に「楽しみを与える人々」(ヘンテス・デ・プラセール、西: Gentes de placer) と呼ばれる職業の人々が存在した。道化や短身、狂人、奇形などの人々で、スペインにおいてはカトリック両王の時代から18世紀初頭まで王族や貴族のそばに仕えていた。資料によると、16世紀後半からの約150年で123名のそうした人々がマドリードの宮廷内にいたとあり、ベラスケスが王付き画家として宮廷にいた40年たらずの間にも50人以上を数えた。彼らはその悲惨な境遇のために一般社会から締め出されていたが、宮廷では彼らの特異で滑稽な身体的特徴は、王侯・貴族たちの優雅で完璧な姿を強調するための比較対象として利用され、楽しませるための役割を担った。王侯・貴族は彼らの狂言、狂態、身体、愚純を笑って暗澹たる生活の慰安を見出したのである。
「楽しみを与える人々」はペットのように扱われたものの、衣服、靴、食事、宿泊所、小遣いを与えられ、家族同様にも遇されていた。宮廷において彼らだけは、礼儀作法を無視して公・私両面で王族と自由に付き合えた人物であり、聖・俗という宮廷2極構造の俗を代表していた存在である。スペインではアントニス・モル、フアン・サンチェス・コターン、フアン・バン・デル・アメンといった画家たちが彼らの姿を描いているが、彼らをもっとも好んで描き、制作した絵画の点数も多い画家はベラスケスである。それらの作品が制作された時期は画家が第1回目のイタリア旅行から帰国してからである。

## 解説
本作を描いたころ、ベラスケスの芸術は熟達の域に達しており、宮廷画家として不動の地位を築いていた。作風の自由度も高まり、非常に簡素な構図の中に、幅広の叩くような、非物質的ともいえる筆触を駆使して、真実性に富む写実的な表現を達成した。肖像画における背景はだんだん簡素なものになり、絶妙な空間表現の中に人物を配置している。
画面右奥にはマドリード近郊の狩猟場、グアダラマ山脈が眺望されるが、この景色は同時代にベラスケスが制作した『皇太子バルタサール・カルロス騎馬像』(プラド美術館) などにも描かれている。モデルのフランシスコ・レスカーノは、道化や小人たちが宮廷で着用したとされる濃い緑色の衣服を身に着けており、彼が王家の随員であることが明示されている。レスカーノは皇太子バルタサール・カルロスの遊び相手であった。
レスカーノは1649年に25歳で死去しているが、本作には12歳か13歳ごろの彼の姿が描かれている。黒い岩の背景に、ひときわ明るいモデルの表情がまず鑑賞者の視線に入ってくる。彼は、医学的な見解ではクレチン症 (脳水症) であったとされている。神経障害からその大きな頭は常に不安定に揺れていたらしく、彼は頭を少し後ろに反らせている。正面を向いているが、その視線はどこを見るでもなく、歯を見せて口を開けた表情はうつろで、知的障害を持っている事実がうかがえる。しかし、背景に岩を配し、そこにレスカーノが寄りかかることで、彼の頭部の不安定感はやわらげられている。彼が手にしているものについては諸説あるが、トランプであるという見方がもっとも有力である。トランプは伝統的に「虚しさ」、「無意味さ」、ひいては「愚かさ」を意味すると解釈されている。ベラスケスは人物の知的障害をトランプで象徴しているのである。画家が制作している間、じっとしていることができないモデルの気を紛らわせる手慰みの意味もあったと推測できる。
ベラスケスは彼の短躯を隠してはいないが、それを強調することもしていない。鑑賞者とモデルとの距離は全身像としてはかなり近く、そのために彼の身体よりもその表情がポイントになっているからである。また、彼の目線は画家の目線と同じ高さに設定されており、その知的障害が強調されていないように身体的障害もまた強調されることはない。ほぼ同時代に描かれたフアン・バン・デル・アメンの『小人の肖像』ではモデルが小人であることは一見してわかる。一方、本作では、モデルの過酷な現実は、画家の冷静な目によって感情的な印象が退けられて、人物が「存在する」という真実が鑑賞者の前に示されているのである。